# Jungin
Ten tijde van de Joseondynastie werd de middenklasse in Korea jungin genoemd. Het woord jungin betekent letterlijk 'midden'(jung) mensen (in). De klasse behoorde toe aan ambtenaren, leraren, vertalers, schrijvers, zakenlieden, soldaten, gefortuneerde burgers en kleine landeigenaren.
In het kort kunnen we stellen dat jungin de geschoolde werkers van Joseon waren. Ze waren de motor die het land draaiende hield.
De jungin stonden onder de yangban, maar boven de sangmin.